# Marwijksoord
Marwijksoord is een buurtschap in de gemeente Aa en Hunze in de Nederlandse provincie Drenthe. De buurtschap is gelegen langs de provinciale weg N376, ten zuiden van Rolde.
Drenthe: Steden en dorpen      Nederland: Provincies · Gemeenten